# Kokkola
Kokkola este o comună din Finlanda.